# Шкатулка

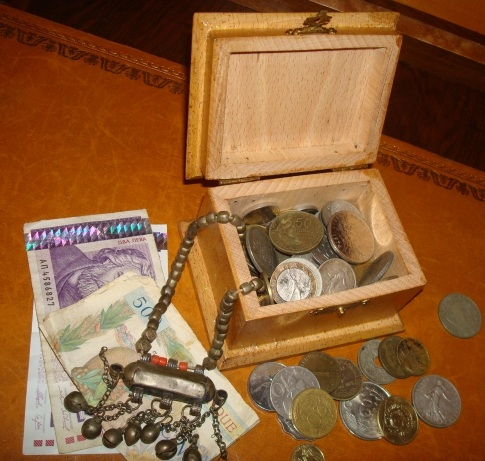
Неукрашенная шкатулка и её содержимое

Шкату́лка (устар. ларе́ц, ла́рчик, бау́льчик, укла́дочка) — маленькая коробка или ящик, обычно, но не всегда, в форме прямоугольного параллелепипеда, используемая для хранения драгоценностей, денег, бумаг и других мелких, но обычно ценных предметов. Шкатулки появились в глубокой древности и ведут происхождение, вероятно, от сундуков для хранения одежды.

## История

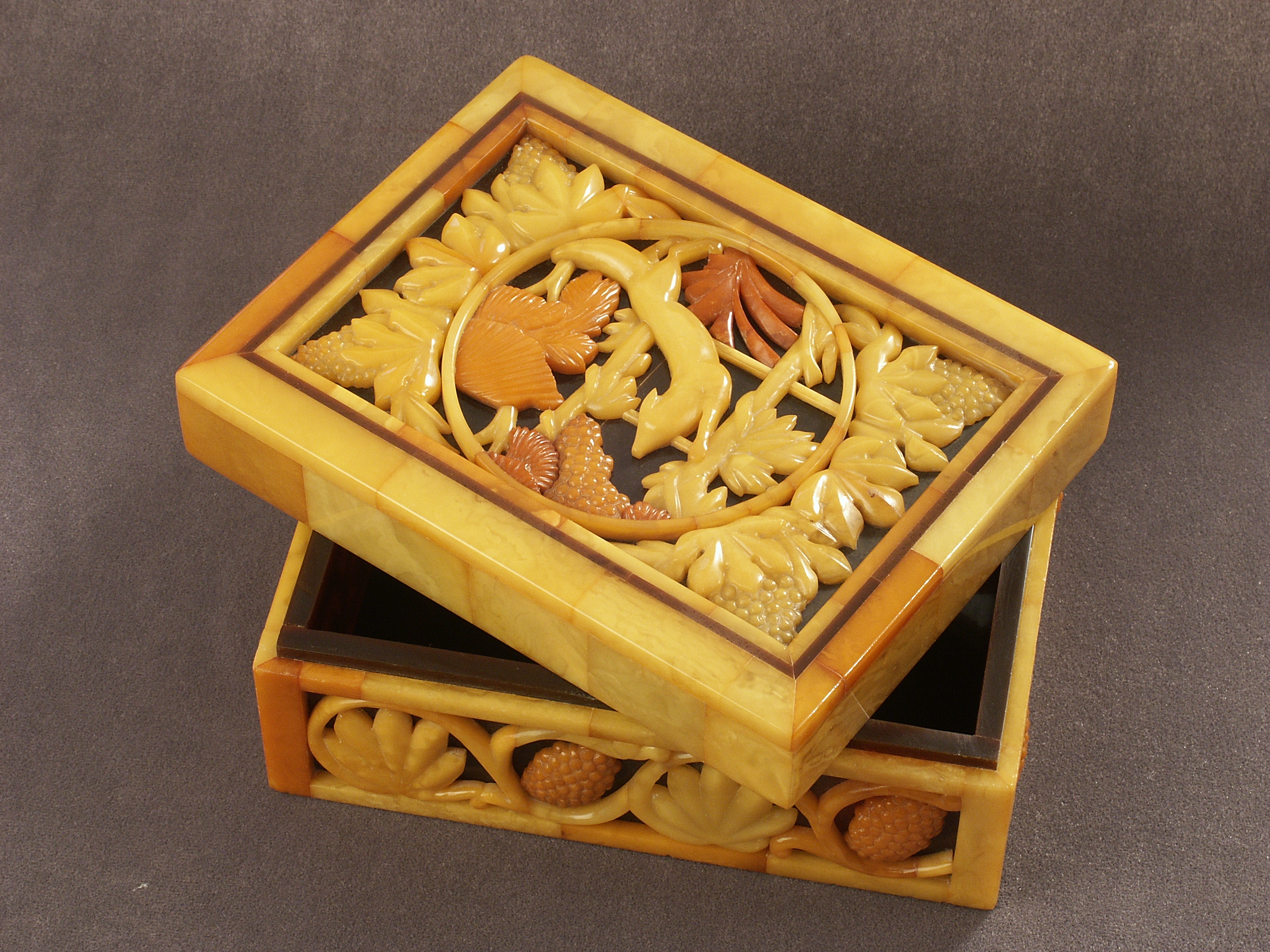
Янтарная шкатулка

Слово «шкатула» в русском языке впервые упоминается в 1598 году, а «шкатулка» — в 1610 году: «Да из шкатулки дала боярыням и княжнам и казначеем по перстеньку по золотому». Согласно «Этимологическому словарю русского языка Макса Фасмера», в русский язык слово пришло через польское szkatuła из среднелатинского scatula, итальянского scatolа — коробка.

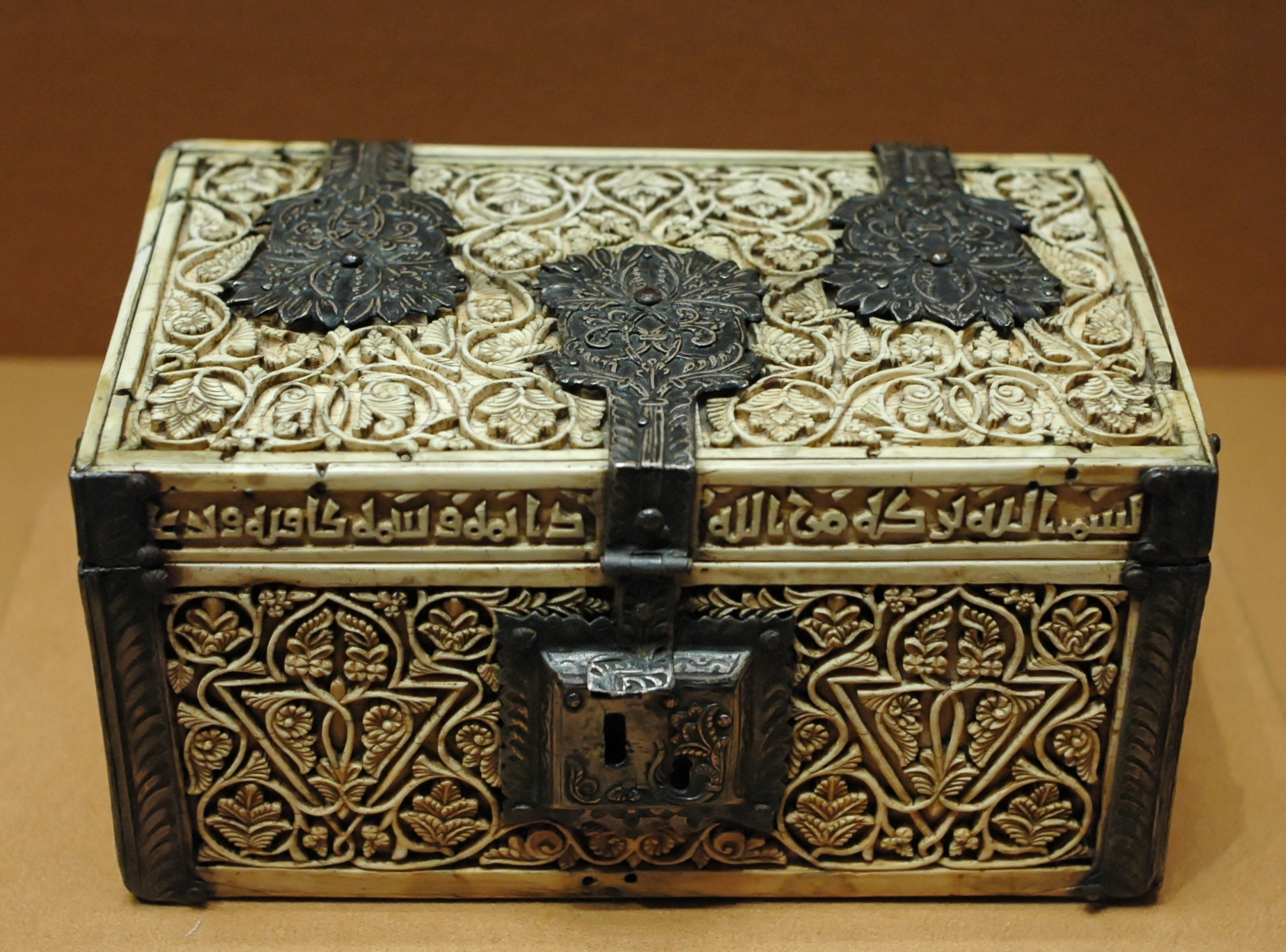
Шкатулка из резной слоновой кости с элементами из чеканного серебра

Шкатулки в основном закрываются на замок. В XVI—XVII веках для большей безопасности использовались шкатулки с тайниками в толще крышки или под ложным дном. В XIX веке появились шкатулки с секретом, которые можно открыть только через какое-то неочевидное действие или сложную серию манипуляций. В истории и литературе есть немало примеров, когда в шкатулках хранили компрометирующие материалы, например, так называемые «Письма из ларца» Марии Стюарт к Джеймсу Хепберну или письма Година де Сент-Круа к маркизе де Бренвилье.

Шкатулка из дерева

Шкатулки зачастую могут являться предметами большой стоимости, так как для придания красивого вида их могут покрывать слоновой костью, эмалью, кожей, благородными металлами (золото, серебро), драгоценными (рубин, сапфир, изумруд) и полудрагоценными (сердолик, бирюза, кораллы) камнями. Для оформления используются такие технические приёмы, как гравировка, инкрустация, скань, зернь, перегородчатая эмаль и др. «Энциклопедия Британника» в качестве примера шкатулки — произведения искусства указывает хранящуюся в Лувре шкатулку Людовика IX. Эжен Виолле-ле-Дюк одной из лучших шкатулок считал шкатулку князя Салтыкова.
Шкатулки, ларцы присутствуют в таких произведениях, как пьеса Мольера «Скупой»; сказы П. П. Бажова «Малахитовая шкатулка», сказка В. Ф. Одоевского «Городок в табакерке»; картины К. Е. Маковского «Под венец», «Боярыня у окна», М. В. Нестерова «Видение отроку Варфоломею», Д. Г. Россетти «Пандора»; художественные фильмы «Ларец Марии Медичи», «Шкатулка проклятия».
В Пензе установлена скульптурная композиция «Шкатулка „Русские народные пословицы“», а в Новосибирске — «Музыкальная шкатулка». В Ставрополе есть музей «Мир шкатулок», посвящённый шкатулкам и сундукам.